# Trisuloides klapperichii
Trisuloides klapperichii är en fjärilsart som beskrevs av Clayton Dissinger Mell 1958. Trisuloides klapperichii ingår i släktet Trisuloides och familjen Pantheidae. Inga underarter finns listade i Catalogue of Life.